# Ctenophorus vadnappa
Espèce
Ctenophorus vadnappa est une espèce de sauriens de la famille des Agamidae.

## Répartition
Cette espèce est endémique d'Australie-Méridionale.

## Publication originale
- Houston, 1974 : Revision of the Amphibolurus decresii complex (Lacertilia-Agamidae) of South Australia. Transactions of the Royal Society of South Australia, vol. 98, p. 49-60 (texte intégral).